# Márciusi mese
A Márciusi mese 1934-es fekete-fehér magyar vígjáték Turay Ida, Törzs Jenő és Berky Lili főszereplésével.

## Cselekmény
|  | Alább a cselekmény részletei következnek! |

Monte Carlóban Balla Győző Vittorio álnéven mutatkozik be Lilinek, miközben Kende bankigazgató, Lili apja, a szerencsejátékok iránti szenvedélyének hódol a rulettasztalnál. Mire Kende kijön a kaszinóból a nyereményével, csinos leányát már csókolózni látja egy idegennel. Elhatározza, hogy azonnal hazautaznak, de Lili inkább megszökik a vonatról és a rejtélyes „olasz fiú” nyomába ered, akit azonban hiába keres Párizsban, Hamburgban és Londonban, mert közben Győző hazatért Budapestre.
Itthon Győző elmeséli kollégájának rövidre sikerült találkozását az ideális nővel, de nem örülhet sokáig, mert munkahelyén a valóság, és menyasszonya, Matyika várja. Matyi, a nyugalmazott ezredes, Gida Sándor leánya rá akarja bírni vőlegényét, hogy kérjen engedélyt nagybátyjától, aki egyben a főnöke is, az esküvőhöz.
Azonban Dr. Balla Tamás vezérigazgató, a „vasember”, nevéhez méltón, a tőle megszokott szigorral és magabiztossággal utasítja el unokaöccse kérését, aki már nem is akarja annyira Matyikát feleségül venni. Vele ellentétben Matyi sokkal harciasabb, és a "vasember" nővérének, aki egyébként a szomszédja, lányaként mutatkozik be Balla Tamásnak, és megpróbálja elcsábítani őt, hátha Balla úr meglágyul a mély érzelmektől. Ez túl jól sikerül Matyinak, és beleszeret az idősebb Ballába, így ő sem akar már Győző felesége lenni, annál inkább Tamásé, akit viszont éppen most készülnek megválasztani a pesti agglegények szövetségének tiszteletbeli elnökévé.
Balla gondolkodási időt kér, és mire az agglegények pozitív választ várva visszatérnek, Tamás már Matyi vőlegénye, így megmenekül a nem túl megtisztelő poszttól. Időközben Lili, apja legnagyobb örömére, hazaérkezik, és Győző személyében megtalálja Vittoriót. Sőt, márciusban még egy sok-sok éve kihunyt és gyűlöletté fajult szerelem lángja is fellobban, Gida Sándor ezredes és özv. Balogh Péterné között.
|  | Itt a vége a cselekmény részletezésének! |

## Szereplők
- Turay Ida – Matyika
- Törzs Jenő – Dr. Balla Tamás, vezérigazgató
- Berky Lili – özv. Balogh Péterné
- Ráday Imre – Balla Győző, mérnök
- Kabos Gyula – Kende, bankigazgató
- Gózon Gyula – Gida Sándor ezredes
- Demkó Irén – Lili
- Vándory Gusztáv – Kéri igazgató
- Peti Sándor – János, szolga
- Gordai Lajos – kisgazda
- Horváthy Elvira – virágáruslány
- Baló Elemér – pincér
- Bárdi Ödön – agglegény
- Dózsa István – agglegény
- Pataky Ferenc – agglegény
- Kishonthy József – olasz énekes